# 갓켄키타이코마역
갓켄키타이코마역(일본어: 学研北生駒駅, がっけんきたいこまえき)은 일본 나라현 이코마시에 있는 긴키 닛폰 철도의 철도역이다.
부역명은 나라 선단대학 앞이다.
언덕과 강을 터널과 가도교로 길을 단축시켜 이웃역인 시라니와다이 역까지는 0.8km밖에 떨어져 있지 않지만, 도보나 자전거, 자동차로 갈 경우에는 우회를 해야한다.

## 역 구조
상대식 승강장 2면 2선의 고가역. 개찰구 및 콩코스는 1층, 승강장은 2층에 있고, 개찰구는 이코마 방향에 1곳만 존재한다. 개찰 내에 매점이 과거에 있었지만 현재는 없고, 승강장에는 원맨 운전 지원용 승강장 센서가 설치되어 있다.
자동 개찰기와 에스컬레이터, 엘리베이터가 설치되어 있다.

### 승강장
| 1 | ■ 긴테쓰 게이한나 선 | 갓켄나라토미가오카 방면                                      |
| 2 | ■ 긴테쓰 게이한나 선 | 이코마 · 나가타 · 혼마치 · 벤텐초 · 오사카코 · 유메시마 방면 |

## 역 주변
- 나라 선단과학기술대학원대학
- 기타야마토 주택지
- 마유미 주택지
- 나라 현립 나라키타 고등학교
- 나라 현립 도미가오카 고등학교
- 나라 현 다카야마 우체국
- 도미오 강
- 나라야마 도리
- 오사카 부도・나라 지방 도로 7호 히라카타 야마토 코리야마 선

## 역사
- 2006년 3월 27일: 영업 개시.
- 2007년 4월 1일: PiTaPa 사용 개시.

## 인접역
| 긴키 닛폰 철도 ■ 게이한나 선 | 긴키 닛폰 철도 ■ 게이한나 선 | 긴키 닛폰 철도 ■ 게이한나 선                   |
| ---------------------------- | ---------------------------- | ---------------------------------------------- |
| C28 시라니와다이 나가타 방면 |                              | 갓켄나라토미가오카 C30 갓켄나라토미가오카 방면 |